# Singly na prvním místě v roce 2000 (USA)
Jedničky hitparády Hot 100 za rok 2000 podle časopisu Billboard.
| Datum vydání  | Píseň                                 | Umělec                                     |
| 1. ledna      | Smooth                                | Carlos Santana feat. Rob Thomas            |
| 8. ledna      | Smooth                                | Santana feat. Rob Thomas                   |
| 15. ledna     | What a Girl Wants                     | Christina Aguilera                         |
| 22. ledna     | What a Girl Wants                     | Christina Aguilera                         |
| 29. ledna     | I Knew I Loved You                    | Savage Garden                              |
| 5. února      | I Knew I Loved You                    | Savage Garden                              |
| 12. února     | I Knew I Loved You                    | Savage Garden                              |
| 19. února     | Thank God I Found You                 | Mariah Carey feat. Joe Thomas a 98 Degrees |
| 26. února     | I Knew I Loved You                    | Savage Garden                              |
| 4. března     | Amazed                                | Lonestar                                   |
| 11. března    | Amazed                                | Lonestar                                   |
| 18. března    | Say My Name                           | Destiny's Child                            |
| 25. března    | Say My Name                           | Destiny's Child                            |
| 1. dubna      | Say My Name                           | Destiny's Child                            |
| 8. dubna      | Maria Maria                           | Santana feat. The Product G&B              |
| 15. dubna     | Maria Maria                           | Santana feat.The Product G&B               |
| 22. dubna     | Maria Maria                           | Santana feat. The Product G&B              |
| 29. dubna     | Maria Maria                           | Santana feat. The Product G&B              |
| 6. května     | Maria Maria                           | Santana feat. The Product G&B              |
| 13. května    | Maria Maria                           | Santana feat. The Product G&B              |
| 20. května    | Maria Maria                           | Santana feat. The Product G&B              |
| 27. května    | Maria Maria                           | Santana feat. The Product G&B              |
| 3. června     | Maria Maria                           | Santana feat. The Product G&B              |
| 10. června    | Maria Maria                           | Santana feat. The Product G&B              |
| 17. června    | Try Again                             | Aaliyah                                    |
| 24. června    | Be with You                           | Enrique Iglesias                           |
| 1. července   | Be with You                           | Enrique Iglesias                           |
| 8. července   | Be with You                           | Enrique Iglesias                           |
| 15. července  | Everything You Want                   | Vertical Horizon                           |
| 22. července  | Bent                                  | Matchbox Twenty                            |
| 29. července  | It's Gonna Be Me                      | 'N Sync                                    |
| 5. srpna      | It's Gonna Be Me                      | 'N Sync                                    |
| 12. srpna     | Incomplete                            | Sisqó                                      |
| 19. srpna     | Incomplete                            | Sisqó                                      |
| 26. srpna     | Doesn't Really Matter                 | Janet Jacksonová                           |
| 2. září       | Doesn't Really Matter                 | Janet Jacksonová                           |
| 9. září       | Doesn't Really Matter                 | Janet Jacksonová                           |
| 16. září      | Music                                 | Madonna                                    |
| 23. září      | Music                                 | Madonna                                    |
| 30. září      | Music                                 | Madonna                                    |
| 7. října      | Music                                 | Madonna                                    |
| 14. října     | Come on Over Baby (All I Want Is You) | Christina Aguilera                         |
| 21. října     | Come on Over Baby (All I Want Is You) | Christina Aguilera                         |
| 28. října     | Come on Over Baby (All I Want Is You) | Christina Aguilera                         |
| 4. listopadu  | Come on Over Baby (All I Want Is You) | Christina Aguilera                         |
| 11. listopadu | With Arms Wide Open                   | Creed                                      |
| 18. listopadu | Independent Women Part I              | Destiny's Child                            |
| 25. listopadu | Independent Women Part I              | Destiny's Child                            |
| 2. prosince   | Independent Women Part I              | Destiny's Child                            |
| 9. prosince   | Independent Women Part I              | Destiny's Child                            |
| 16. prosince  | Independent Women Part I              | Destiny's Child                            |
| 23. prosince  | Independent Women Part I              | Destiny's Child                            |
| 30. prosince  | Independent Women Part I              | Destiny's Child                            |